# Schanzerkopf
Der Schanzerkopf im Soonwald ist mit 643,5 m ü. NHN die höchste Erhebung der Ortsgemeinde Argenthal im rheinland-pfälzischen Rhein-Hunsrück-Kreis. Der Gipfel ist bewaldet, ein 80 Meter hoher Sendeturm aus Stahlbeton steht auf der Erhebung bei 49° 57′ 33″ N, 7° 38′ 12″ O. Der Nordhang wird im Winter zum Rodeln genutzt, eine 400 m lange steile Rodelbahn zieht Wintersportler aus der gesamten Umgebung an. Vom Gipfel ist ein guter Ausblick in nördlicher Richtung über den Hunsrück möglich.
Seit 2008 befindet sich ein weiterer Sendemast auf dem Gipfel.
In den 1960er Jahren bauten Wintersportfreunde aus Ellern in Eigenregie eine kleine Skiliftanlage, die sich sehr großer Beliebtheit erfreute, aber Ende der 1970er Jahre stillgelegt wurde, da sie aktuellen aufsichtsbehördlichen Auflagen nicht mehr genügte.
Südlich des Gipfels entspringen die Quellbäche des Gräfenbachs.

## Weitere Sendemasten auf dem Schanzerkopf
Bis 2020 wurden auf dem Schanzerkopf fünf Sendemasten inklusive den oben genannten Sendemasten installiert. Zwei Stahlbeton Masten dienen der Flugsicherung. Zwei weitere dienen der Kommunikation und werden von Telekommunikationsunternehmen für die Mobilfunk- und Breitbandtechnologie benutzt. Ein weiterer Sendemast steht unter Militärischer Nutzung.

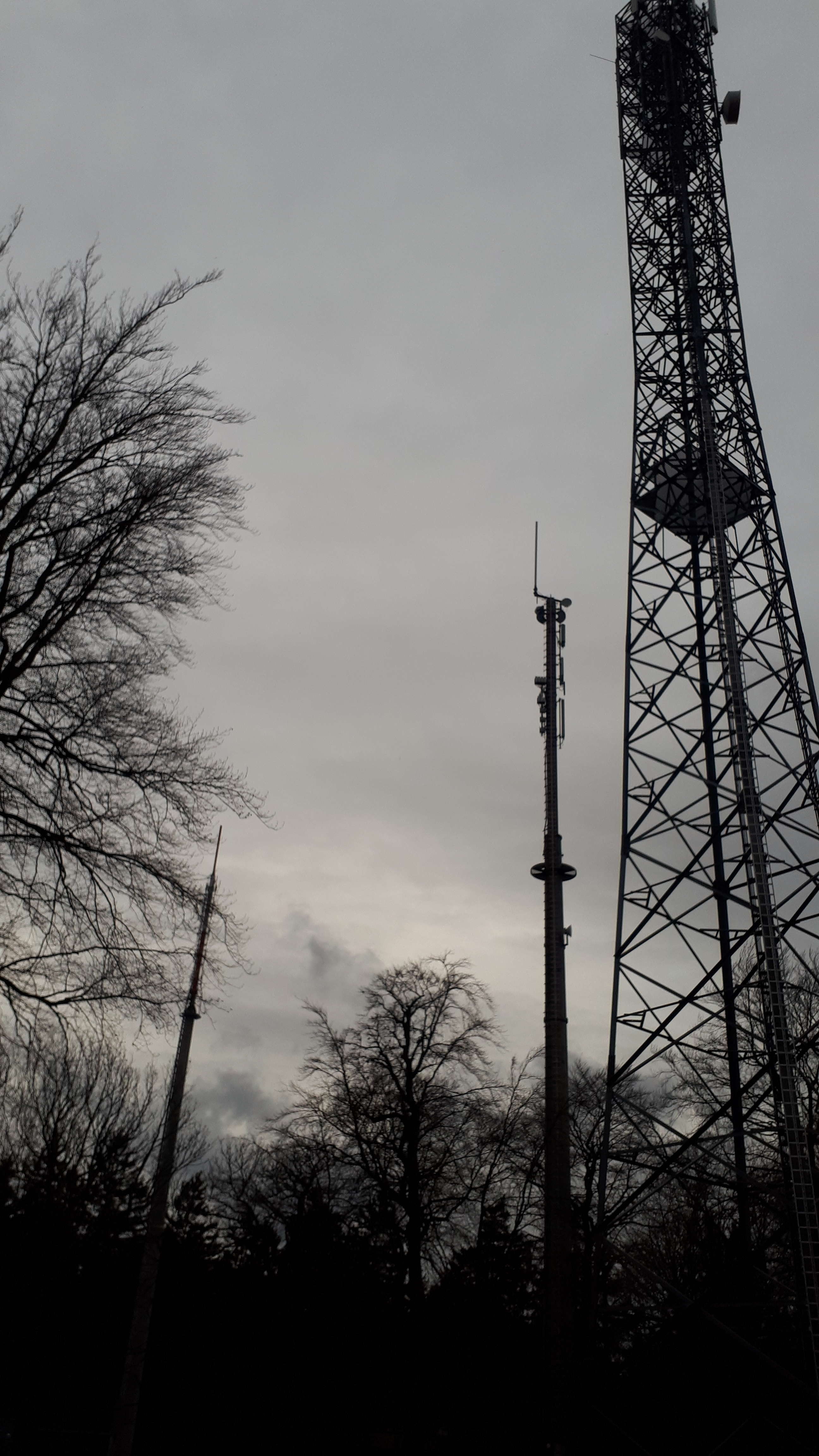
Überblick
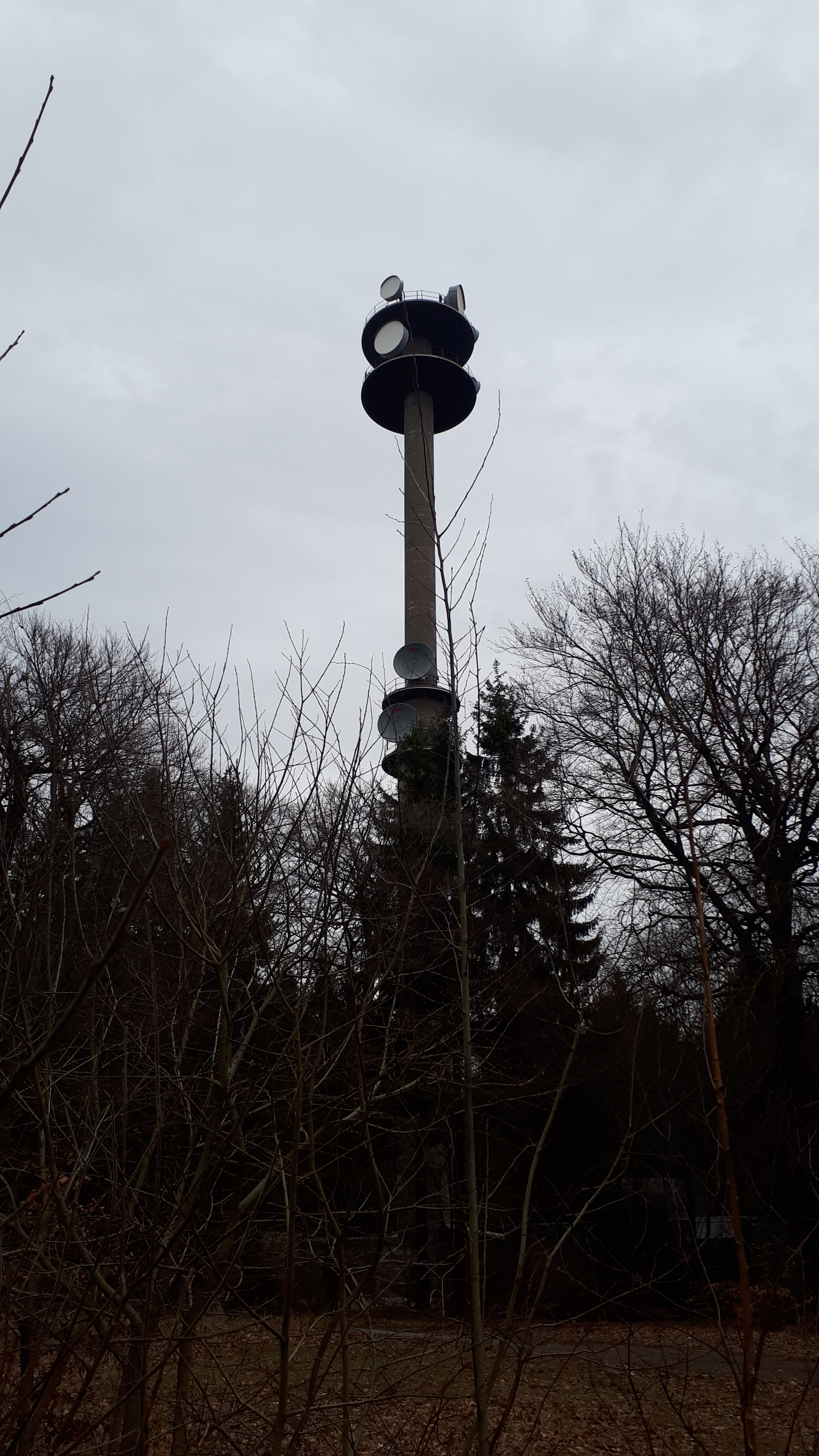
Militärisch genutzter Sendemast
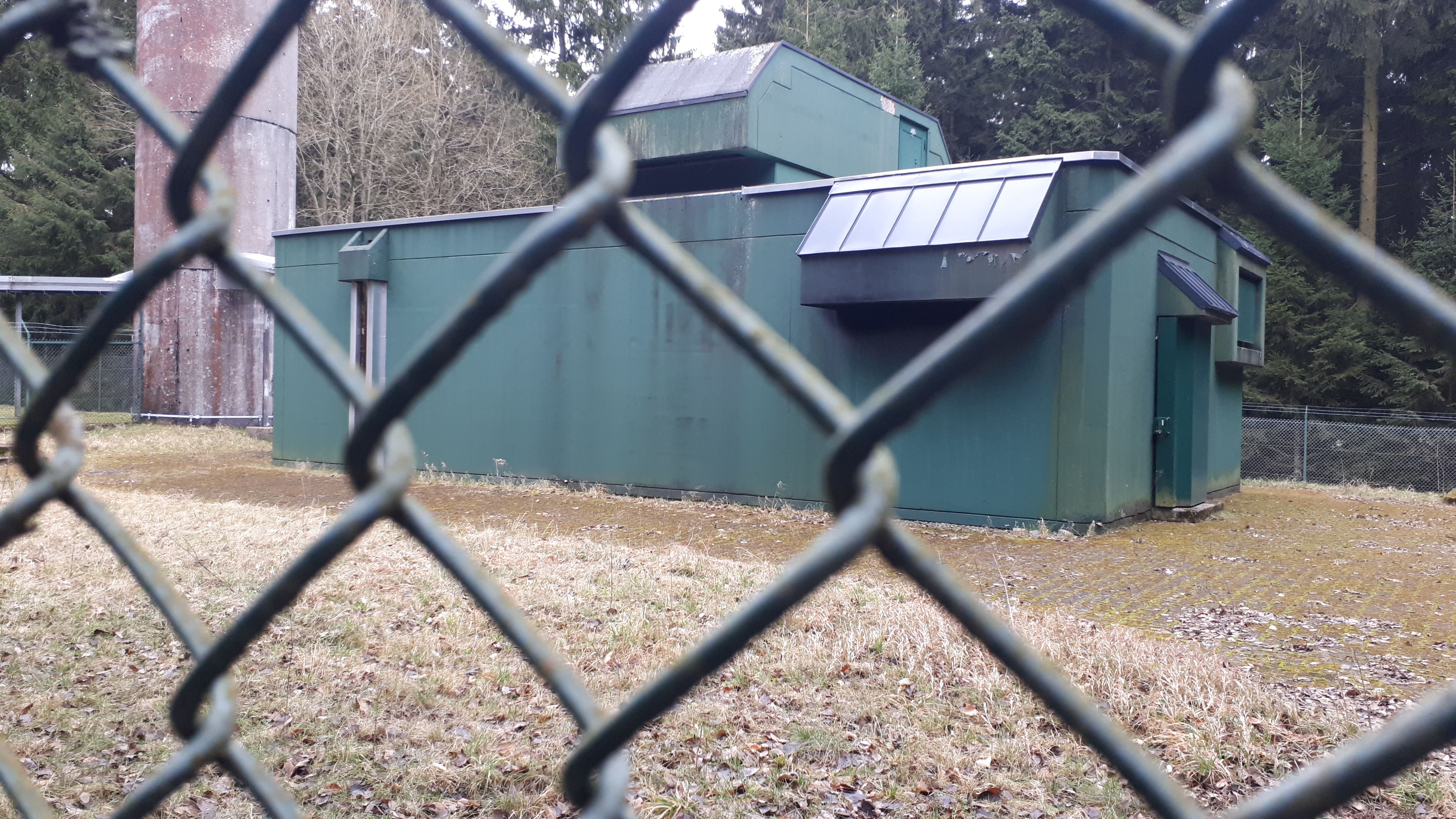
Funkhaus der Sendeanlage
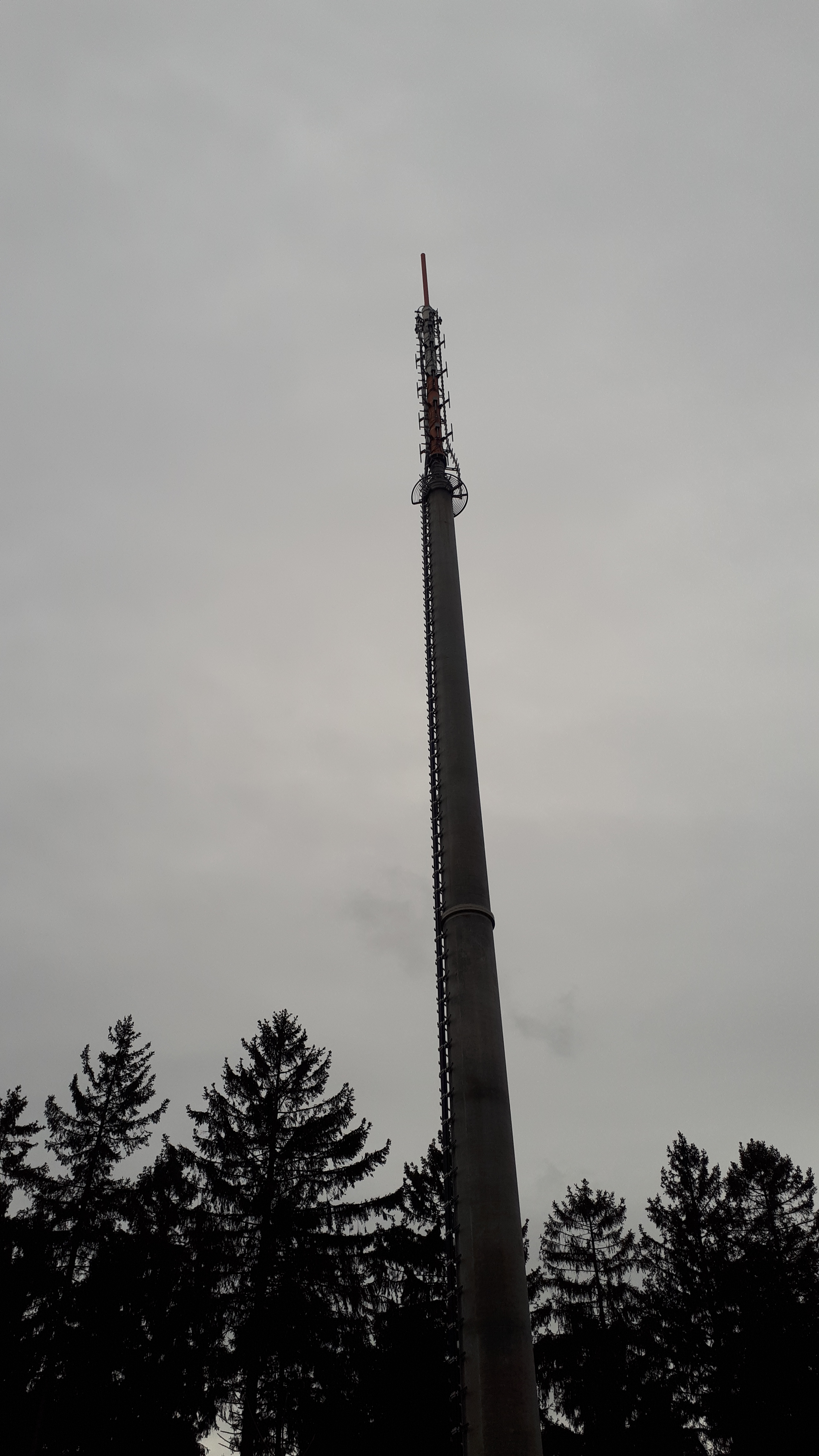
Stahlbetonmast
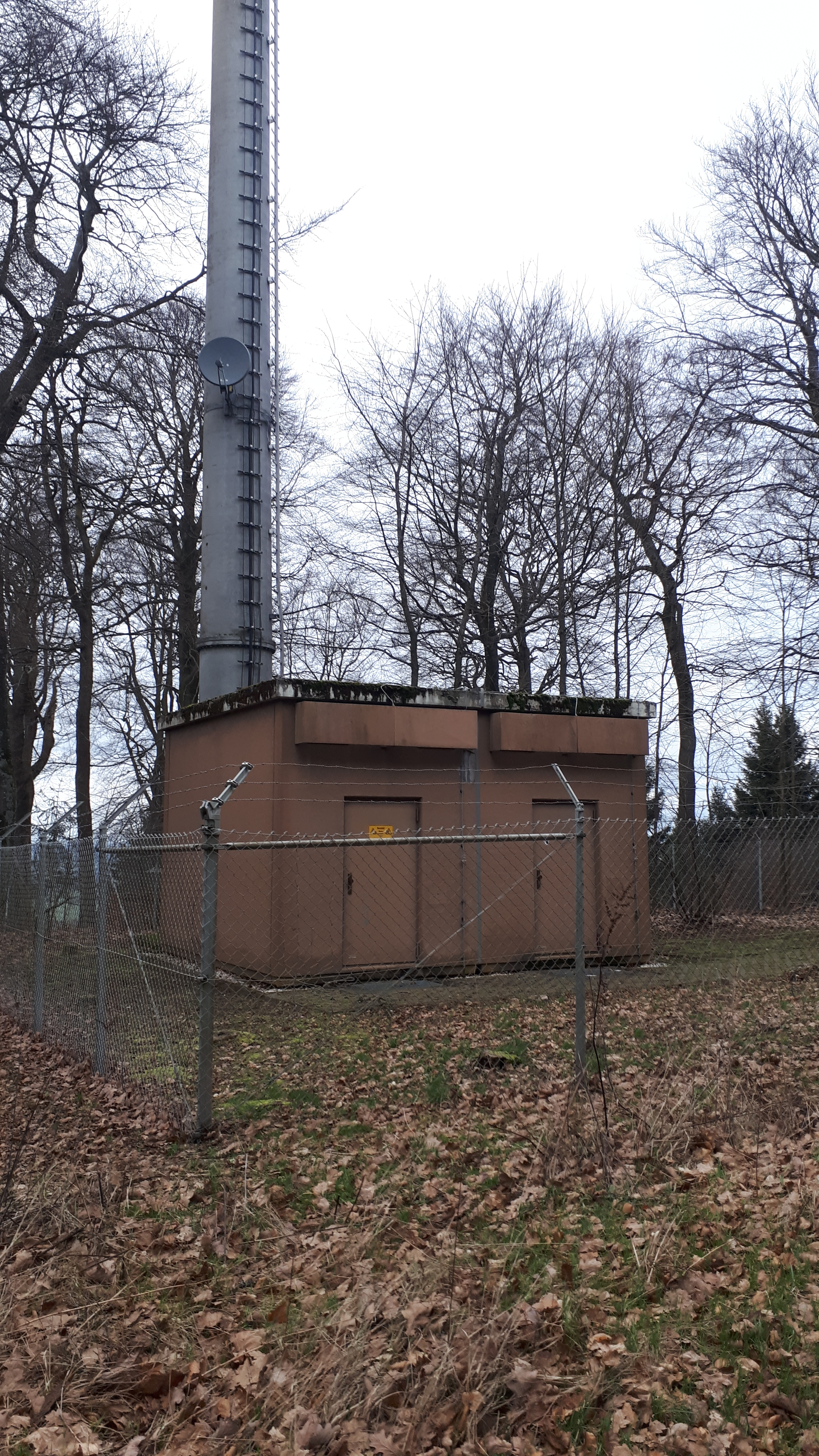
Technikraum
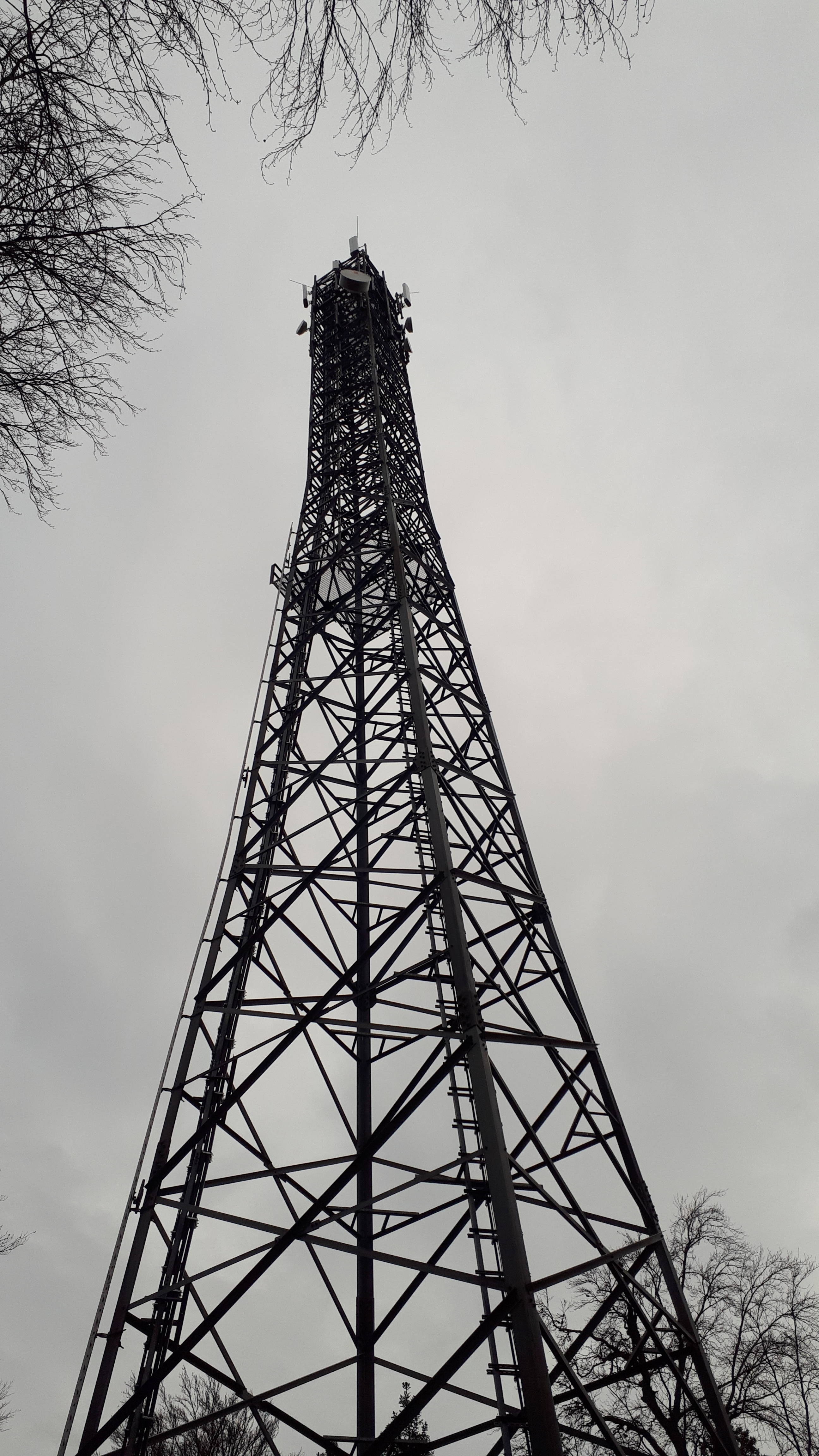
Mobilfunkmast
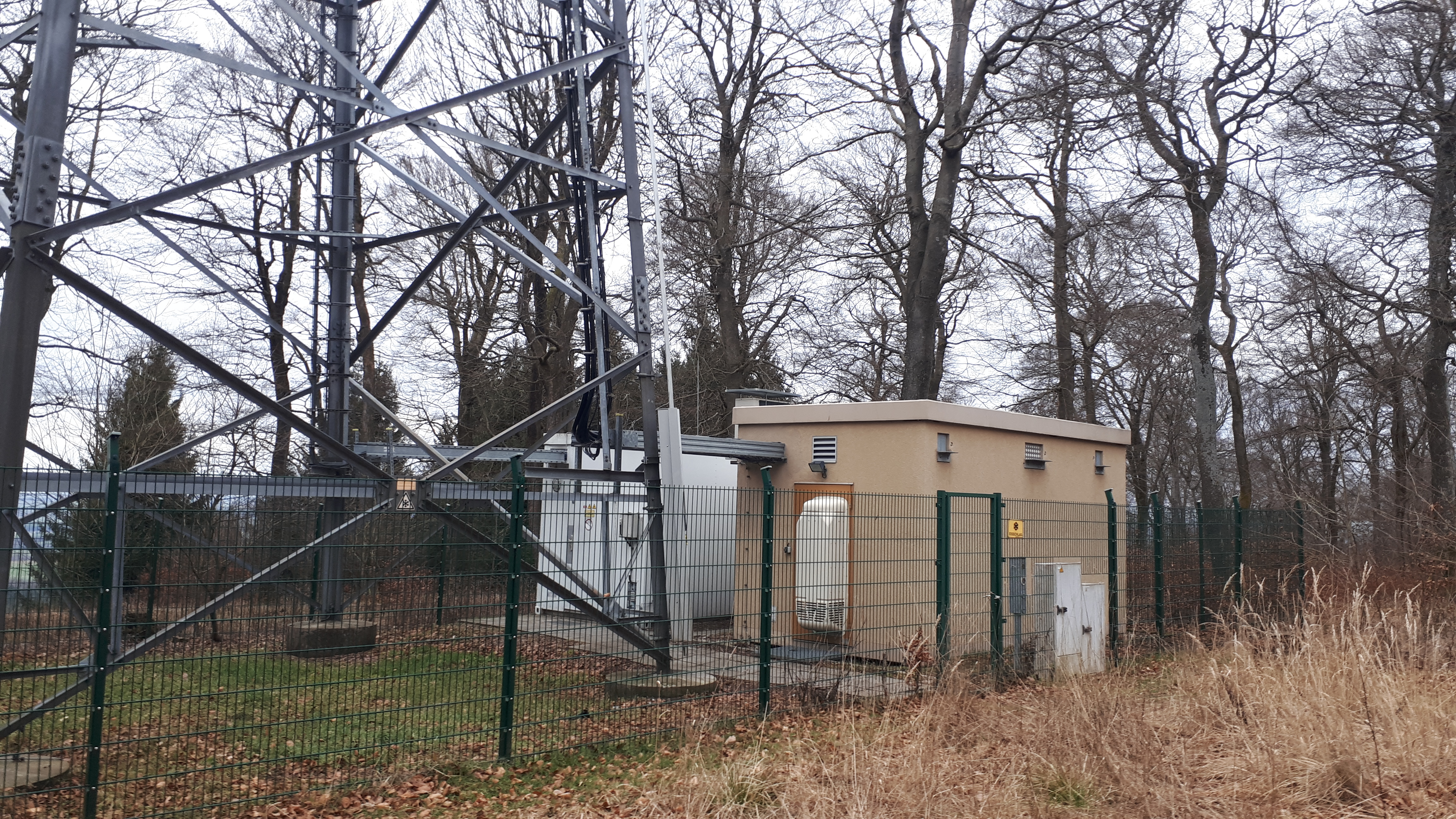
Technikraum der Anlage
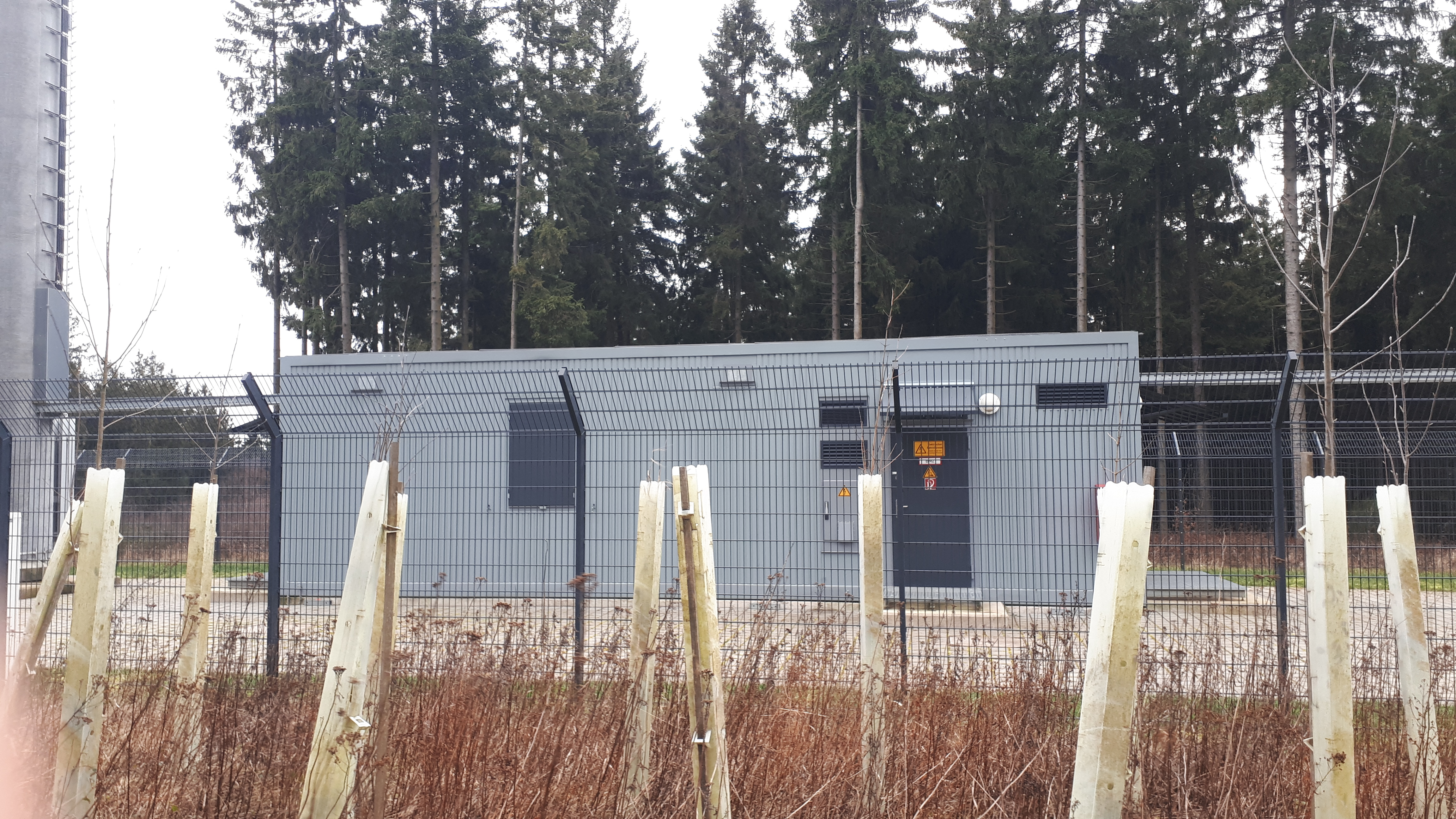
Sendehaus